# 垂水公正
垂水 公正（たるみず きみまさ、1930年3月13日 - 2009年2月21日）は日本の官僚。
宮崎県出身。修道中学校（現：修道中学校・高等学校）、第七高等学校、東京大学法学部公法学科を卒業。1953年に大蔵省入省、財務参事官室配属。
1955年財務参事官室付連絡係長、1958年外務省在英国日本国大使館外交官補、1960年外務省在英国日本国大使館三等書記官、1962年為替局投資第一課長補佐、1965年理財局資金課長補佐、1969年理財局総務課長補佐（総括・文書・企画）、1970年外務省在ニューヨーク日本国総領事館領事、1973年主計局調査課長、1975年国際金融局外資課長、1976年関税局企画課長、1977年関税局総務課長などを歴任。
関税局企画課長、同総務課長時代は、東京ラウンドの日本代表団として貿易交渉に携わった。
東京税関長、関税局担当審議官、1981年駐米日本大使館公使、1983年関税局長などを経て、1989年にアジア開発銀行総裁（第5代）へ就任。1993年まで務めた。
退任後、日本フォスター・プラン協会理事長を務める。この理事長職は無給であったという。
2006年、瑞宝中綬章を受章。
虚血性心不全のため、2009年2月21日死去。78歳没。